# Zaur Taksis
Zaur Taksis (arab. زور تقسيس) – miejscowość w Syrii, w muhafazie Hama. W 2004 roku liczyła 1112 mieszkańców.